# Гресь Володимир Анатолійович
Володи́мир Анато́лійович Гресь (нар. 1 січня 1962, с. Токи, Підволочиський район, Тернопільська область) — український політик. Член ВО «Батьківщина». Голова Черкаської обласної ради (з 28 квітня 2006 до 17 листопада 2010). Заслужений економіст України.

## Життєпис
Народився в сім'ї службовців. Має вищу освіту, в 1983 році закінчив економічний факультет Київського торговельно-економічного інституту за спеціальністю «бухгалтерський облік та аналіз господарської діяльності», отримав кваліфікацію «економіст»; 2008 року — Національну академію державного управління при Президентові України за спеціальністю «Управління суспільним розвитком».

### Трудова діяльність
- 1983—1984 рр. — заступник головного бухгалтера Чорнобаївського Райст Черкаської області;
- 1984—1985 рр. — строкова військова служба;
- 1985—1986 рр. — заступник головного бухгалтера Чорнобаївського Райст Черкаської області;
- 1986—1994 рр. — директор Чорнобаївського об'єднання підприємств громадського харчування;
- 1994—1996 рр. — директор приватної фірми «Веста-Інтур»;
- 1996—2005 рр. — директор спільного Українсько-Польського підприємства ТОВ «Веста»;
- 2005—2006 рр. — голова Чорнобаївської районної державної адміністрації Черкаської області[2][3].

З 2002 р. на громадських засадах був радником народного депутата України.
28 квітня 2006 року на першій сесії Черкаської обласної ради п'ятого скликання  обраний головою Черкаської обласної ради та обіймав цю посаду до 17 листопада 2010.
2007 р. — обраний головою відділення Національного олімпійського комітету в Черкаській області.

## Політична діяльність
У 1998 бере участь у створенні партії «Реформи і порядок», обирається заступником голови Черкаської обласної організації партії. Наприкінці 2005 року перейшов до очолюваної Юлією Тимошенко партії Всеукраїнське об'єднання «Батьківщина». Член бюро обласної партійної організації з 2006 року.
На Парламентських виборах в Україні 2012 р. балотувався по одномандатному виборчому округу № 195 (Соснівський район м. Черкаси, Драбівський, Чигиринський, Чорнобаївський райони Черкаської області) від Всеукраїнського об'єднання «Батьківщина» та поступився своєму головному конкуренту В. В. Зубику.